# George Bretz
George Henry Bretz (Blenheim, Ontário, 3 de agosto de 1881 – Shelburne, Ontário, data desconhecida) foi um jogador de lacrosse canadense. Bretz era membro da Shamrock Lacrosse Team na qual conquistou a medalha de ouro nos Jogos Olímpicos de Verão de 1904 em Saint Louis.